# Paliativna oskrba v patronažnem varstvu
Organizacija paliativne oskrbe
Paliativna oskrba je pristop, ki izboljša kvaliteto življenja pacienta in njihovih bližnjih, ki se soočajo s problemom povezanim s kronično neozdravljivo boleznijo, skozi preventivo in lajšanjem trpljenja, že ob zgodnjem odkritju bolezni in celostni oskrbi ter zdravljenju bolečine in drugih simptomov oziroma problemov, tako fizičnih, psiho-socialnih kot tudi duševnih. Potrebe po paliativni oskrbi na primarni ravni bi najučinkovitejše pokrili z delovanjem Tima specialistične paliativne oskrbe (TSPO) v vsakem zdravstvenem domu oziroma glede na število prebivalcev, ki jih pokriva posamezen zdravstveni dom. Glede na število zdravstvenih domov po Sloveniji je pričakovati vsaj toliko specialističnih paliativnih timov.  Potrebe po paliativni oskrbi na sekundarni in terciarni ravni bi najučinkovitejše pokrili tako, da bi bilo število TSPO enako številu bolnišnic v katerih se obravnavajo pacienti s potrebami po paliativni oskrbi oziroma, da je zagotovljena regionalna pokritost. Oblikovanje večjega števila TSPO in krepitev mobilnih paliativnih timov bo temeljila na potrebah bolnišničnih in izven bolnišnične dejavnosti paliativne oskrbe. Tretja raven je sestavljena iz enot za paliativno oskrbo, in zahteva visoko usposobljen interdisciplinarni paliativni tim (TSPO) saj so namenjene za oskrbo pacientov in njihovih bližnjih s težjimi in kompleksnimi telesnimi, psihološkimi, socialnimi in/ali duhovnimi potrebami in težavami. Specialistične enote paliativne oskrbe so tesno povezane z vrsto storitev, ki jih izvajata bolnišnica in lokalna skupnost. Koordinacija v paliativni oskrbi poteka tako horizontalno kot vertikalno. Vsi izvajalci paliativne oskrbe delujejo v mreži integrirano, kar omogoča izvajanje nepretrgane paliativne oskrbe. Glavni koordinator paliativne oskrbe za posameznega pacienta je izbrani zdravnik v tesnem sodelovanju s paliativnim timom.  Tim za paliativno oskrbo ali paliativni tim je izvajalec specialistične paliativne oskrbe in koordinator vseh drugih dejavnosti, ki jih pacient v paliativni oskrbi potrebuje. Je skupina posameznikov, ki delajo povezano pri uresničevanju skupnega cilja. 
Vloga medicinske sestre v paliativni oskrbi v sodelovanju s specialistom družinske medicine
Paliativni tim je izvajalec osnovne paliativne oskrbe in koordinator vseh drugih dejavnosti, ki jih pacient v paliativni oskrbi potrebuje. Vodja osnovnega paliativnega tima je zdravnik družinske medicine, ki skrbi za pravočasno in učinkovito obravnavo vseh simptomov, svojce pa seznanja s spremembami v razvoju bolezni. Z medicinsko sestro v patronažnem varstvu je ves čas obravnave paliativnega bolnika tesno strokovno povezan. Obiske na domovih bolnikov opravljata skupaj, vendar gre za dve različni domeni, ki  se  dopolnjujeta.  Pri  paliativni  oskrbi  na  bolnikovem  domu  je  potrebno  usklajeno delovanje družine, družinskega zdravnika, diplomirane medicinske sestre v patronažnem varstvu, negovalnega osebja. 
Intervencije medicinske sestre v patronažnem varstvu pri paliativnih obiskih
Intervencije, ki jih opravlja medicinska sestra v patronažnem varstvu na paliativnih obiskih pri varovancih, varirajo glede na njihovo zdravstveno stanje in stadij bolezni. Umirajoči potrebujejo fizično, socialno, psihično in duhovno podporo. Mnogi želijo umreti doma in imeti ob sebi svojce oziroma najbližje osebe.  Glede na zdravstveno stanje so intervencije lahko v obsegu primarne, sekundarne ali terciarne zdravstvene obravnave, v vsakem primeru pa mora medicinska sestra v patronažnem varstvu izkazovati:
- spoštovanje posameznika in prepoznavanje njegovih značilnosti in sposobnosti, povezovanje pacienta in družine, spodbujanje in podpora, pomoč pri fizičnih simptomih, postavljanje dogovorov, vodenje aktivnosti zdravstvene nege s spremljanjem pacienta in timsko delo pri iskanju pomena za življenje oz. smrt, ohranjanje integritete- čustva, samospoštovanje, psihofizična pripravljenost (Skela Savič 2005).

Najpogostejše intervencije medicinske sestre v patronažnem varstvu so:
- načrtovanje in izvajanje postopkov za podporo zdravljenju in zdravstveno nego v fazi paliativne oskrbe,
- prepoznavanje in načrtovanje aktivnosti zdravstvene nege pri simptomih napredujoče bolezni,
- prepoznavanje in načrtovanje aktivnosti ob bližajoči se smrti, socialnih in duhovnih potrebah,
- podpora  družini  in  drugim  bližnjim  ali  skrbnikom,  poznavanje  procesov  žalovanja  ter prepoznavanje in ukrepanje ob patoloških načinih žalovanja,
- vključevanje v paliativni tim v smislu predstavitve pacientovih problemov tako na fizični kot psihosocialni ravni, s ciljem timskega in celovitega pristopa k reševanju pacientovih težav,
- aktivno vključevanje pacientov, njihovih svojcev in/ali drugih bližnjih v načrtovanje paliativne zdravstvene nege in oskrbe,
- učenje in informiranje pacientovih svojcev in/ali drugih bližnjih za sodelovanje v procesu paliativne oskrbe in preprečevanja zapletov zdravljenja in zdravstvene nege v fazi paliativne obravnave,
- seznanitev z možnostmi laične pomoči in oskrbe na domu,
- seznanitev s pripomočki in materiali, ki olajšujejo zdravstveno nego in oskrbo,
- zagovorništvo – poudarjanje stališč pacienta, njegovih svojcev in/ali drugih bližnjih,
- izvajanje celostne in z dokazi podprte zdravstvene nege,
- zdravstveno vzgojno delo glede na ugotovljene potrebe,
- povezovanje z izven bolnišničnim paliativnim timom. [5]

Komunikacija
Medicinska sestra v patronažnem varstvu je običajno prva, ki obišče hudo bolnega – umirajočega v domačem okolju. Ob tem se medicinska sestra v patronažnem varstvu spopada s stisko v komunikaciji s pacietnom in njegovimi svojci, ki pričakujejo od nje odgovore na mnoga vprašanja, posebno na simptome, ki spremljajo bolezen. Ob dajanju odgovorov mora upoštevati etična načela, pacienta mora spodbujati, obenem pa mu ne sme dajati lažnih obljub. Do pacientov in svojcev mora biti strpna in odprta za drugačnost, pripravljena mora biti tudi na morebiten konflikt, ki ga rešuje s pozitivnim odnosom, ki mora biti usmerjen k ustvarjalnemu reševanju težav.  Zdravstveni tim se mora prek izobraževanj in usposabljanj naučiti, kako voditi razgovor in pacientu povedati resnico. Iskanje rešitev v preiskavah in dugih intervencijah v smislu dajanja pacientu upanja, kadar ga ni, ni strokovno pravilno. Pacient mora vedeti, v kakšni situaciji je, da lahko izvede aktivnosti, ki si jih želi in zmore še izvesti v preostanku svojega življenja. 
Vloga svojcev
Že v definiciji Svetovne zdravstvene organizacije, da je paliativna oskrba pristop, ki izboljšuje kvaliteto življenja bolnika in družine, v soočanju s problemi povezanimi s kronično boleznijo , je med drugim poudarek tudi na vlogi družine. V ta pojem ni vključeno le krvno sorodstvo, ampak tudi sosedje, prijatelji ipd.  Svojci so pomemben most med paliativnim timom in pacientom, saj medicinski sestri v patronažnem varstvu pomagajo pri oceni stanja pacienta, v kolikor sam le-tega v polnosti ni več sposoben. Za lažjo oskrbo je potrebna pripravljenost za odkrit pogovor o bolezni, stanju in pričakovanjih paliativne oskrbe. Pacient mora izraziti željo za paliativno obravnavo. Medicinska sestra  v patronažnem varstvu je svojcem vedno na voljo za pogovor in svetovanje. V poteku paliativne oskrbe na domu je potrebno opazovanje vsakih odklonov. Medicinski sestri  v patronažnem varstvu boste približali stanje pacienta, če boste opisali bolečino, morebitne epizode težkega dihanja, kašelj, pojave slabosti, bruhanje, morebitni nemir in nespečnost. S podatki o vnosu hrane in tekočin ter o pogostosti uriniranja in odvajanja blata, si bo paliativni tim lahko tudi pomagal pri zgodnjem prepoznavanju zaprtosti, saj zaprtje lahko pripelje do delirija in povzroča neugodje (bolečina, napenjanje, zmanjšan apetetit). Če pacient ne odvaja mu je tako predpisano odvajalo v obliki svečke za rektalno uporabo ali klizma.  V skrbi za nepokretnega pacienta je potrebna skrb za nego kože, preprečevanje preležanin in temeljita ustna nega. Težimo k zdravemu izgledu kože in smo pozorni, če je koža poškodovana. Kožo čistimo s pomočjo vlažnih krpic ter negujemo z vlažilnimi kremami, v kolikor je koža suha. Za nemoteno kontinuiteto kože skrbimo tudi tako, da pacientu spreminjamo lego in ga nameščamo položaje, ki razbremenjujejo zatilje, teme, uhlje lopatici, komolec, trtico in peto.  Vloga laičnega negovalca zna biti zelo težka tako fizično kot psihično, saj spremljamo pacietna v preizkušnji in negotovosti, zato je pomembno, da si svojci vzamejo tudi čas zase. V pogovoru med svojci in pacietnom je velikokrat težko, saj je tudi njega strah, negovalec pa mu lahko le prisluhne, saj si pacient želi izraziti svoj strah. Vloga svojcev je, da tudi o takšnih pogovorih obvestijo medicinsko sestro v patronažnem varstvu. Nihče ni usposobljen, da bo odgovoril na vprašanje, kdaj oseba umira. Lahko smo le pozorni na znake kot so nepokretnost, odklanjanje hrane in pijače, težko požiranje ter zmanjšanje budnega časa. Zavedati se je potrebno, da v tem (terminalnem) obdobju oseba ne čuti žeje, čeprav odklanja pijačo. Moramo pa poskrbeti za ustrezno vlaženje ustne sluznice. Če je prisotno težko dihanje, lahko dvignemo vzglavje ter skrbimo za ustrezno prezračenost prostora.  Pojavi se tudi hropenje, ki je posledica zastajanja tekočine v dihalih, to osebe ne moti, saj ima zoženo zavest, lahko pa mu spremenimo lego in hropenje zmanjšamo, paliativni tim pa bo poskrbel za morebitno medikamentozno podporo. 
Načrtovanje paliativne oskrbe in vodenje pacienta na domu
Vnaprejšnje načrtovanje paliativne oskrbe na domu se mora izvajati skupaj s pacientom. V središču načrta so pacient in njegove želje. Pri tem je pomembno, da se z njim o le teh dobro pogovorimo. Izrazi jih lahko ustno, pisno ali z uporabo predpisanega in pravno veljavnega  dokumenta Vnaprejšna volja Arhivirano 2020-11-03 na Wayback Machine. (VV), angl.: advance directive. Dokument VV je dobra osnova za vnaprejšnje načrtovanje, vendar pa se priporoča, pregled skupaj s pacientom, da se zagotovi popolno razumevanje njegovih želja. Zraven dokumenta se skozi vodene pogovore s pacientom, vedno izvaja tudi vnaprejšnje načrtovanje. Pri tem je pomembno sprotno, kontinuirano dopolnjevanje načrta, kar pomeni, da si dobro usposobljen zdravstveni delavec skozi sprotno komunikacijo s pacientom zapisuje njegove cilje na način, da bodo nedvoumno izražali njegove želje takrat, ko le ta ne bo več zmožen komunikacije. Ključno je, da v načrtovanje vključimo tudi svojce, če jih ima, saj bodo v prihodnosti lahko postali edini možni odločitelji o usodi pacienta. Pri tem pa ne smemo spregledati tudi njihove stiske. Omogočimo jim, da o njej govorijo in jim po potrebi zagotovimo tudi strokovno pomoč. Pomembno je upoštevati pacienta, tudi če se njegove želje spreminjajo. Za dobro načrtovanje je potrebno izjemno znanje zdravstvenega delavca, ki obravnava takšnega pacienta, zato je zelo priporočena dodatna specializacija. 
Razvoj mobilnih paliativnih timov za obvladovanje potreb po paliativni oskrbi v domačem okolju
Medicinska sestra v patronažnem varstvu je sicer pri pacientu prisotna največ, a le ta sama ne more zagotavljati štiriindvajset-urne oskrbe. Da bi se lahko paliativna oskrba zagotavljala vseh štiriindvajset ur, so se ustanovili mobilni paliativni timi. V Sloveniji imamo le en takšen tim, ki deluje v splošni bolnišnici Jesenice v okviru Centra za interdisciplinarno zdravljenje bolečine in paliativno oskrbo. Le ta je v podporo osebnim zdravnikom, medicinskim sestram v patronažnem varstvu, pacientom in njihovim bližnjim. Mobilno enoto sestavljajo en zdravnik in dve medicinski sestri. Cilj kakovostne paliativne oskrbe in mobilnih timov je predvsem, da pacient ostane čim dlje časa doma in da imajo svojci, ki zanj skrbijo, dovolj znanja in podpore za zagotavljanje bolniku kolikor se da kvalitetnih zadnjih trenutkov. V kritičnih trenutkih, ko ne zmorejo sami pa jim  pomagajo paliativni mobilni timi. To lahko dosežemo predvsem z zmanjšanjem predsodkov in strahov, ki jih s seboj prinaša umiranje t.i. detabuizacijo smrti. Mobilni paliativni timi začnejo delovati že, ko se pacient še aktivno zdravi. Z dobro komunikacijo in opazovanjem bolnika v času zdravljenja ugotavlja njegove potrebe po paliativni oskrbi. Uvedba mobilnih paliativnih timov je privedla do prepoznavanja predhodno neprepoznanih in nezdravljenih zdravstvenih stanj, kot so delirij, psihosocialne težave in toksičnost, ki jo povzročajo opioidi in neželeni stranski učinki le-teh. Takšni timi torej dokazano izboljšajo paliativno oskrbo v domačem okolju in hkrati zmanjšujejo stroške zdravstvenega varstva.
1. ↑  WHO, (2016). WHO definiton of Palliatiative care. Dostopno na: http://www.who.int/cancer/palliative/definition/en/
2. 1 2 3  MZZ, (2010). Državni program paliativne oskrbe. Dostopno na: http://www.mz.gov.si/fileadmin/mz.gov.si/pageuploads/mz_dokumenti/zakonodaja/%5B%5D Paliativa/ Dr%C5%BEavni_program_paliativne_oskrbe_190410.doc
3. ↑  Červek, Jožica (2010). Vloga zdravnika družinske medicine pri paliativni obravnavi bolnika z rakom. Onkologija: strokovni časopis za zdravnike 1(14), 60–2.  COBBIS ID: 966267.
4. ↑  Pahor Majda, Štrancar Klelija (2009). Ljudje v bližini smrti: Kvalitativna raziskava. Obzor Zdrav Neg.  43(2): 119–27. Dostopno na: https://obzornik.zbornica-zveza.si/index.php/ObzorZdravNeg/article/view/2712
5. ↑  Slak Judita (2009). Zdravstvena nega pacienta ob napredovalih kroničnih boleznih v paliativni oskrbi. In: Slak J, eds. Kronične neozdravljive bolezni na stičišču s paliativno oskrbo. Kranj: Društvo medicinskih sester, babic in zdravstvenih tehnikov Gorenjske, 41–2.
6. ↑  Hlade, Stanka (2010). Paliativna zdravstvena nega kronično bolnih v domačem okolju: diplomsko delo univerzitetnega študija. Maribor: Univerza v Mariboru, Fakulteta za zdravstvene vede, str. 17–22. COBBIS ID: 1618084.
7. ↑  Skela Savič Brigita (2005). Od besed k dejanju: zdravstvena nega kot integralni del paliativne oskrbe onkoloških bolnikov, Obzor Zdrav Neg. 39(4): 245–53. Dostopno na: https://obzornik.zbornica-zveza.si/index.php/ObzorZdravNeg/article/view/2560
8. 1 2 3  Metlikovic, Barabara (2011). »Vloga patronažne medicinske sestre v paliativni obravnavi na domu«. Zbornik srečanja: Izbrane teme paliativne oskrbe in praktične delavnice, 15-9.
9. ↑  Gillespie, Brigid M, Chaboyer, Wendy P, McInnes, Elizabeth, Kent, Bridie, Whitty, Jennifer A, Thalib, Lukman (2014). »Repositioning for pressure ulcer prevention in adults (Review)«. Cochrane database systematic review 4.
10. ↑  Červek Jožica, Zavratnik Boštjan, Žnidaršič Darja (2014). Paliativna oskrba: Zadnji dnevi življenja. Nasveti za bolnike in njihove bližnje. Ljubljana: Onkološki inšitut, 1. izd. Dostopno na: https://www.onko-i.si/fileadmin/onko/datoteke/Strokovna_knjiznica/publikacije_za_bolnike/Paliativna_oskrba/5_1__zadnje_obdobje_zivljenja_zadnji_dnevi_zivljenja.pdf%5B%5D
11. ↑  Lunder, Urška, ( 2015). ‘’Vnaprejšnje načrtovanje v paliativni oskrbi’’. Objavljeni strokovni prispevek na konferenci. Ljubljana: Onkološki inštitut, 48–50. (v slovenščini). (COBISS)
12. ↑  Matković, Miladinka; Petrijevčanin, Biserka; Bernot, Marjana; Lokar, Katarina (2011). ‘’Komunikacija in njene vrzeli pri delu z onkološkim pacientom’’. Zbornik strokovnih ali nerecenziranih znanstvenih prispevkov na konferenci. Maribor: Sekcija medicinskih sester in zdravstvenih tehnikov v onkologiji pri Zbornici zdravstvene in babiške nege Slovenije - Zvezi strokovnih društev medicinskih sester, babic in zdravstvenih tehnikov Slovenije.(COBISS).
13. ↑  Razlag Kolar, Tina; Filej, Bojana; Kaučič, Boris Miha (2019). Razvoj mobilnih paliativnih timov za obvladovanje potreb po paliativni oskrbi v domačem okolju  Pregled literature. Visoka zdravstvena šola v Celju. (v slovenščini).